# Telamonia borreyi
Telamonia borreyi es una especie de araña saltarina del género Telamonia, familia Salticidae. Fue descrita científicamente por Berland & Millot en 1941.
Habita en Malí.